# Chrysopa incompleta
Chrysopa incompleta is een insect uit de familie van de gaasvliegen (Chrysopidae), die tot de orde netvleugeligen (Neuroptera) behoort. 
Chrysopa incompleta is voor het eerst wetenschappelijk beschreven door Banks in 1911.